# مژگوریه
شهر مژگوریه (به روسی: Межгорье) در کشور روسیه و در جمهوری باشقیرستان واقع شده‌است.